# Philippe Rouvillois
Pour les articles homonymes, voir Rouvillois.
Philippe Rouvillois, né le 29 janvier 1935 à Saumur et mort le 21 novembre 2014 à Paris, est un haut fonctionnaire français, président de la SNCF en 1988 et administrateur général du Commissariat à l'énergie atomique entre 1989 et 1995.

## Biographie
Ancien élève du lycée Louis-le-grand à Paris, il est diplômé de l'Institut d'études politiques de Paris et énarque de la promotion Vauban, dont il sort major et inspecteur des finances en 1959.
Il est directeur général des impôts après avoir été au cabinet de Michel Debré puis à la DGI. Il est nommé directeur général puis président de la SNCF. Il est administrateur général et président du conseil d'administration du Commissariat à l'énergie atomique de 1989 à 1995, et président de l'Institut Pasteur de 1997 à 2003.

## Décorations
- Commandeur de la Légion d'honneur
- Grand-croix de l'ordre national du Mérite
- Croix de la Valeur militaire